# Areópago

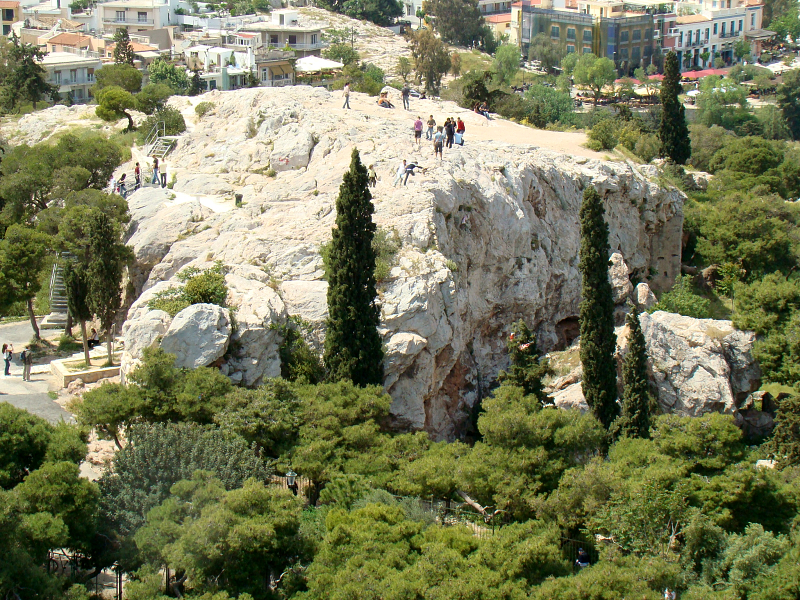
El Areópago visto desde la Acrópolis.

El Areópago es un monte constituido por un afloramiento rocoso situado al noroeste de la Acrópolis de Atenas (Grecia). Su nombre proviene de una forma compuesta en latín tardío derivada del nombre griego Areios Pagos, literalmente «colina de Ares» (en griego antiguo: Ἄρειος Πάγος). El nombre Areópago también se refería, en la época clásica, al consejo que gobernaba Atenas, porque se reunía en esta ubicación, aunque posteriormente pasó a ser solo un tribunal que juzgaba casos de asesinato, lesiones y cuestiones religiosas, así como aquellos casos que implicaban el incendio provocado de olivos. Según la mitología griega, el dios de la guerra, Ares, fue juzgado por los otros dioses griegos en el Areópago por el asesinato del hijo de Poseidón, Halirrotio, en un ejemplo típico de mito fundacional.

## La colina del Areópago
Geológicamente, la colina del Areópago es un enorme monolito de mármol gris azulado, veteado de rojo. Tiene 115 metros de altura y domina el ágora de Atenas. En la cima y en las laderas se observan cortes en la roca formando plataformas, que son los únicos restos de los antiguos edificios.

## Historia

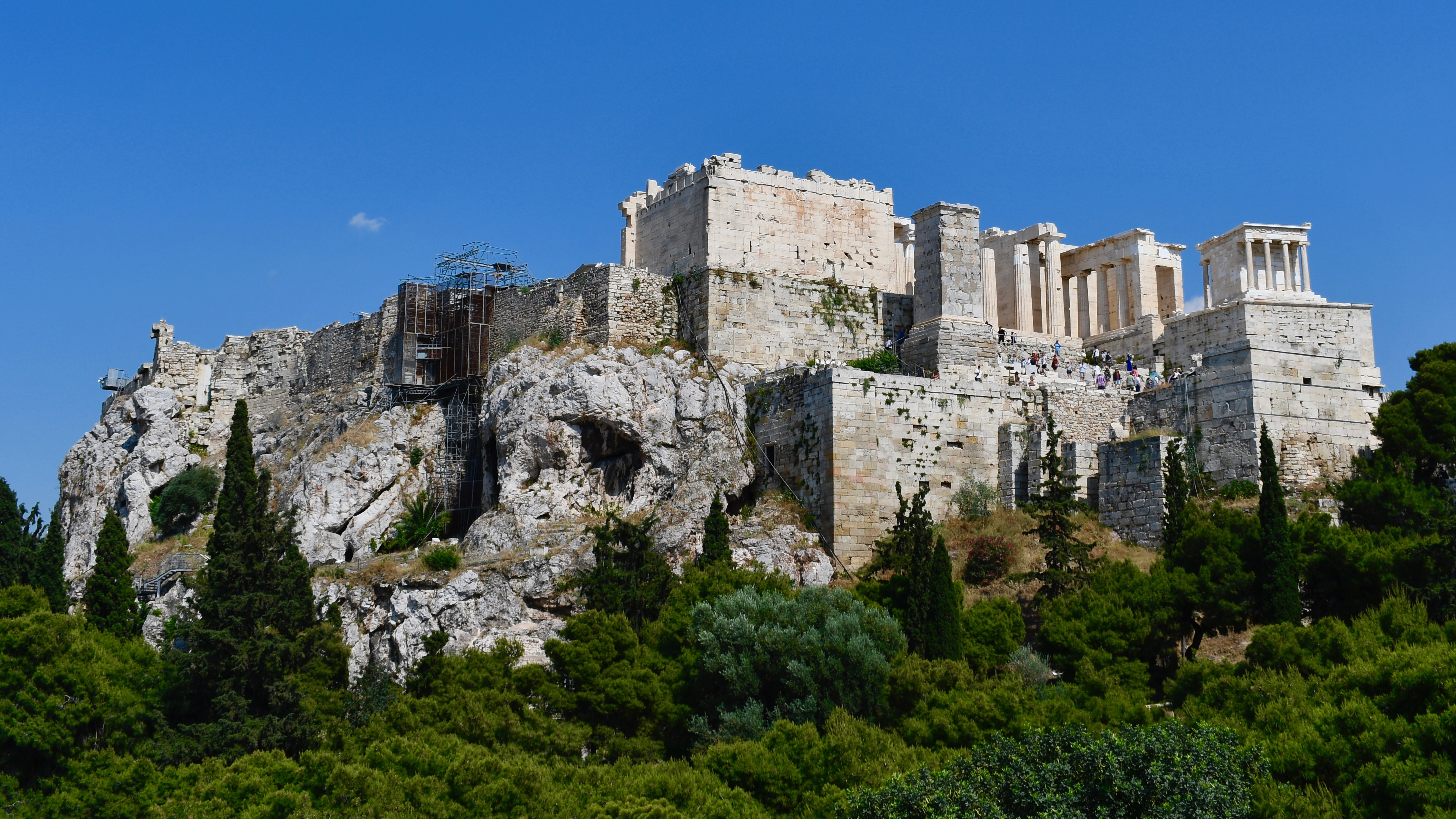
Imagen de la Acrópolis tomada desde el Areópago.

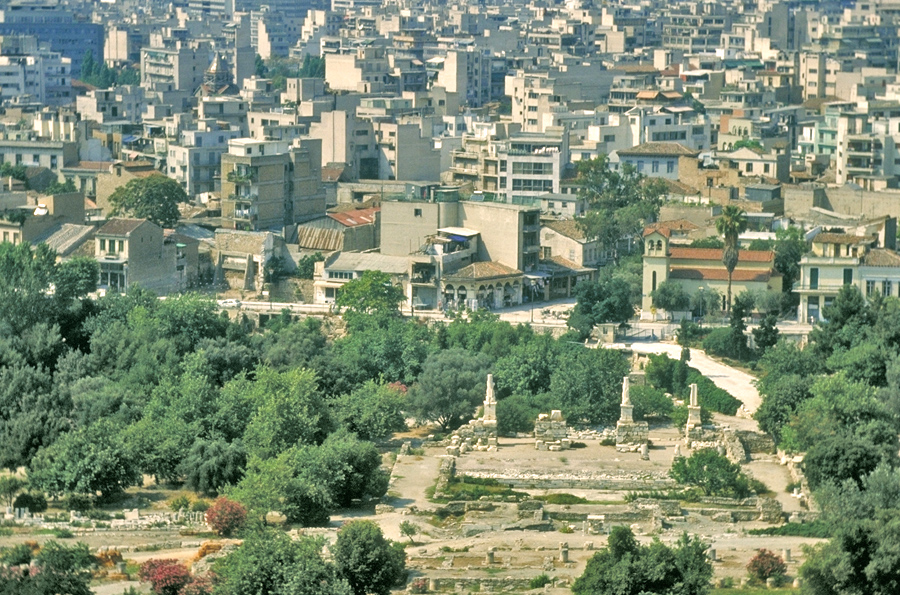
El ágora de Atenas vista desde el Areópago.

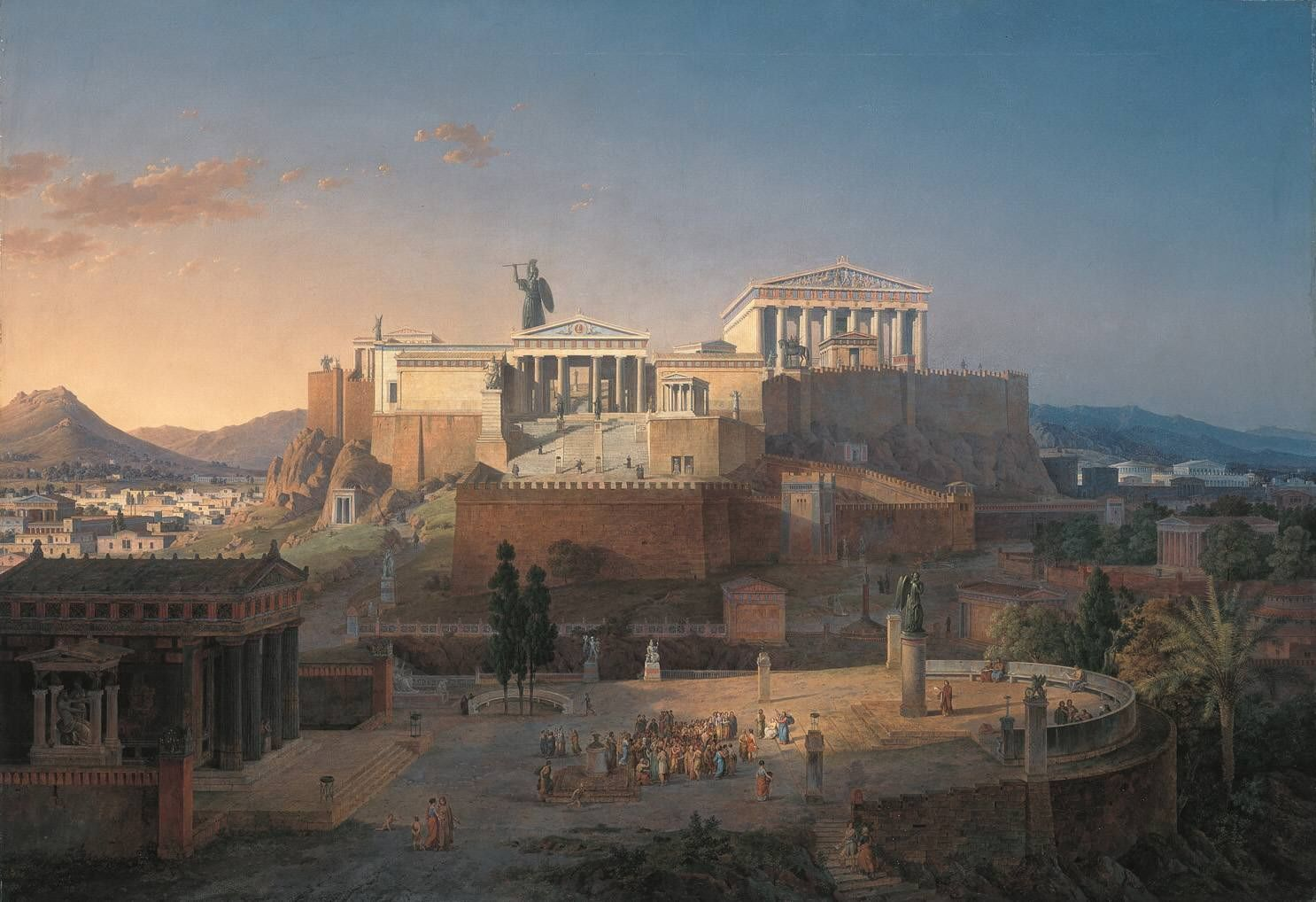
Reconstrucción idealizada del Areópago y la Acrópolis por Leo von Klenze (1846).

El origen exacto del Areópago como institución es incierto. En la época preclásica (antes del siglo v a. C.), el Areópago pudo ser un consejo de ancianos para la ciudad de Atenas, la pertenencia al cual estaba restringida por las convenciones constitucionales a aquellos que habían ostentado un alto cargo público, en este caso el del arconte. Por el contrario, también pudo empezar casi exclusivamente como un tribunal de homicidios y organismo judicial. Aunque no hay consenso al respecto, parece que los atenienses ya celebraban juicios por homicidio en la colina del Areópago en el siglo vii a. C. y quizás incluso a mediados del siglo viii a. C.
En el 594 a. C., el Consejo del Areópago fue reestructurado profundamente por Solón, al igual que el resto del aparato estatal ateniense. Aristóteles señala que Solón confirmó su competencia sobre los casos de traición (en griego antiguo: εἰσαγγελία, romanizado: eisangelia) y su tutela de las leyes (en griego antiguo: νομοφυλακία, romanizado: nomophylakia). La atribución de la nomophylakia al Consejo del Areópago por parte de Solón puede implicar que se le encomendó la misión de garantizar la estabilidad de sus reformas después de que él dejara Atenas.
Con las reformas de Clístenes, implementadas en el 508-507 a. C., la Boulé (en griego antiguo: βουλή) pasó de cuatrocientos a quinientos miembros, y a estar compuesta por cincuenta hombres de cada una de las diez tribus o phylai (en griego antiguo: φυλαί) del Ática. Hay muy poca evidencia que sugiera que Clístenes alterara la composición o la jurisdicción del Consejo del Areópago, dado que probablemente él era uno de sus miembros.
En el 462-461 a. C., Efialtes pudo llevar a cabo reformas que privaron al Consejo del Areópago de casi todas sus funciones —excepto las de un tribunal de asesinatos— en favor de la Heliea. Aunque esta percepción es corroborada por la mayor parte de los escritores antiguos, pudo ser una simple proyección hacia el pasado por parte de aquellos que escribieron mucho después del siglo v a. C. Esto se debe a que no hay evidencias que sugieran que el Consejo del Areópago hubiera hecho nada de importancia para justificar un ataque hacia sus poderes en la época de Efialtes. En cualquier caso, a lo largo del siglo v a. C., el Consejo del Areópago perdió sus competencias sobre la eisangelia y la dokimasia (en griego antiguo: δοκιμασία), el examen inicial de los elegidos para un cargo público, aunque se desconoce si esto fue debido a Efialtes.
En Las Euménides de Esquilo (458 a. C.), el Areópago es el lugar en el que se celebra el juicio a Orestes por asesinar a su madre Clitemnestra y al amante de esta, Egisto.
Friné, una hetera del siglo iv a. C. célebre por su belleza, se presentó ante el tribunal del Areópago acusada de profanar los misterios eleusinos. La leyenda sostiene que dejó caer su vestido e impresionó tanto a los jueces con su forma casi divina que la absolvieron inmediatamente.
En la segunda mitad del siglo iv a. C., el tribunal del Areópago creció en influencia y poder político, y apoyó a la facción antimacedonia de Atenas. En el 324 a. C., llevó a cabo una investigación sobre los cargos de traición y cohecho (en griego antiguo: ἀπόφασις, romanizado: apophasis) de los que se acusó a Demóstenes como consecuencia del asunto de Hárpalo. Al mismo tiempo, el Areópago como institución también pudo recuperar poder sobre la nomophylakia, que había perdido con las reformas del siglo v a. C.
En la época romana, el Consejo del Areópago siguió funcionando como un organismo de antiguos arcontes. Después de la captura de Atenas en el 86-87 a. C. por parte de Sila y la posterior reestructuración política de la ciudad, pasó a ser una de las instituciones más prestigiosas y poderosas de Atenas. El estadista romano Cicerón afirmó: «si alguien dice que el Estado ateniense está gobernado "por el Consejo", estaría omitiendo "del Areópago"».

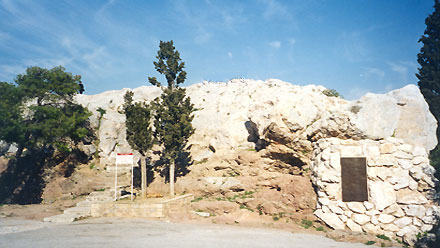
Placa grabada con el sermón del Areópago de san Pablo.

El libro bíblico de los Hechos de los Apóstoles, en su pasaje 17:16-34, menciona repetidamente el Areópago al ser el escenario del sermón del Areópago de san Pablo durante su visita a Atenas, que provocó la conversión de san Dionisio Areopagita. Sin embargo, no está claro si san Pablo pronunció su discurso ante el Consejo del Areópago en el contexto de una investigación judicial o de manera informal en la ubicación física de la colina del Areópago. Es probable que el Consejo del Areópago no se hubiera reunido en la colina del Areópago en la época de la visita de san Pablo, sino en el ágora o en la Estoa Basileos.
El Areópago dejó de funcionar como un consejo político al menos en el siglo v d. C., de acuerdo con Teodoreto de Ciro. Tras el cierre del Consejo, la colina del Areópago fue ocupada por varios edificios y casas mientras la ciudad estaba bajo el dominio bizantino. Entre los edificios dignos de mención en la colina durante esta época se encontraban una iglesia y un monasterio, ambos dedicados a san Dionisio Areopagita.
El término «Areópago» también designa el organismo judicial de origen aristocrático que posteriormente se convirtió en el Tribunal Supremo de la Grecia moderna. Cerca del Areópago la Iglesia católica construyó a mediados del siglo xix la catedral basílica de San Dionisio Areopagita.

## San Pablo en el Areópago
Se encuentra registro bíblico, diciendo en Hechos 17:16-18,22 que el apóstol Pablo pronunció un discursó en el Areópago, después de que unos filósofos epicúreos y estoicos lo condujeran allí para que explicara aquella enseñanza «extranjera» que pregonaba:

16 Ahora bien, mientras Pablo los esperaba en Atenas, se le irritó el espíritu en su interior al contemplar que la ciudad estaba llena de ídolos. 17 Por consiguiente, se puso a razonar en la sinagoga con los judíos y con las otras personas que adoraban a Dios, y todos los días en la plaza del mercado con los que por casualidad se hallaban allí. 18 Pero ciertos individuos, filósofos de los epicúreos así como de los estoicos, entablaban conversación polémica con él, y algunos decían: «¿Qué es lo que este charlatán quiere contar?». Otros: «Parece que es publicador de deidades extranjeras». Esto se debió a que declaraba las buenas nuevas de Jesús y de la resurrección. 19 De modo que se apoderaron de él y lo condujeron al Areópago, y dijeron: «¿Podemos llegar a saber qué es esta nueva enseñanza de la que hablas?» 22 Pablo entonces se puso de pie en medio del Areópago y dijo: «Varones de Atenas, contemplo que en todas las cosas ustedes parecen estar más entregados que otros al temor a las deidades».

En la actualidad, hay una placa de bronce que contiene este discurso del apóstol Pablo y que conmemora dicho acontecimiento. No es posible afirmar con certeza que en aquella ocasión Pablo hablase ante el tribunal del Areópago, pero en su audiencia tuvo por lo menos a un componente de ese tribunal, según se afirma en Hechos 17:33-34:

33 [...] Así que Pablo salió de en medio de ellos, 34 pero algunos varones se unieron a él y se hicieron creyentes, entre los cuales también estuvieron Dionisio, juez del tribunal del Areópago, y una mujer de nombre Dámaris, y otros además de ellos.